# Belfast (Maine)
Belfast es una ciudad ubicada en el condado de Waldo en el estado estadounidense de Maine. En el Censo de 2010 tenía una población de 6.668 habitantes y una densidad poblacional de 67,1 personas por km².

## Geografía
Belfast se encuentra ubicada en las coordenadas 44°25′33″N 69°1′35″O / 44.42583, -69.02639. Según la Oficina del Censo de los Estados Unidos, Belfast tiene una superficie total de 99.37 km², de la cual 88.16 km² corresponden a tierra firme y (11.28%) 11.2 km² es agua.

## Demografía
Según el censo de 2010, había 6.668 personas residiendo en Belfast. La densidad de población era de 67,1 hab./km². De los 6.668 habitantes, Belfast estaba compuesto por el 96.72% blancos, el 0.48% eran afroamericanos, el 0.45% eran amerindios, el 0.39% eran asiáticos, el 0.01% eran isleños del Pacífico, el 0.19% eran de otras razas y el 1.75% pertenecían a dos o más razas. Del total de la población el 1.17% eran hispanos o latinos de cualquier raza.